# Квіткокол блакитний
Квіткокол блакитний (Diglossa caerulescens) — вид горобцеподібних птахів родини саякових (Thraupidae). Мешкає в Андах.

## Опис
Довжина птаха становить 13,5 см, вага 10-16 г. Самці мають тьмяно-сірувато-синє забарвлення, обличчя чорнувате, верхні покривні пера крил тьмяно-сині, крила темні з більш світлими краями. Горло і нижня частина тіла світліші за верхню частину тіла, тьмяно-сині, місцями легко поцятковані білувататими плямками, центральна частина живота більш сіра. Очі темно-червоні або оранжево-червоні, лапи темно-сірі, дзьоб відносно тонкий, чорний, легко вигнутий догори, не гачкуватий. Самиці і, особливо, молоді птахи мають більш тьмяне забарвлення. У молодих птахів нижня частина тіла легко поцяткована світлими смужками, "маска" на обличчі малопомітна, дзьоб знизу біля основи жовтий, очі карі або червонувато-карі.

## Підвиди
Виділяють шість підвидів:
- D. c. caerulescens (Sclater, PL, 1856) — Прибережний хребет на півночі Венесуели;
- D. c. ginesi Phelps & Phelps Jr, 1952 — гори Сьєрра-де-Періха на північному заході Венесуели;
- D. c. media Bond, J, 1955 — східні схили Анд в південному Еквадорі (Лоха) і північному Перу (Кахамарка, Амасонас);
- D. c. mentalis Zimmer, JT, 1942 — східні схили Анд на південному сході Перу і в Болівії;
- D. c. pallida (Berlepsch & Stolzmann, 1896) — Перуанські Анди;
- D. c. saturata (Todd, 1917) — Анди у Венесуелі (Кордильєра-де-Мерида) в Колумбії і північному Еквадорі.

## Поширення й екологія
Блакитні квіткоколи мешкають у Венесуелі, Колумбії, Еквадорі, Перу і Болівії. Вони живуть в кронах вологих гірських і хмарних тропічних лісів та на узліссях. У Венесуелі зустрічаються на висоті від 1400 до 2100 м над рівнем моря, в Колумбії і Еквадорі на висоті від 1600 до 3100 м над рівнем моря, в Перу на висоті від 1300 до 3100 м над рівнем моря. Живуть поодинці або парами, часто приєднуються до змішаних зграй птахів. Живляться комахами, яких шукають серед рослинності, дрібними плодами, зокрема Miconia, Rubus і Cavendishia bracteata, а також нектаром.